# Molly Moon, Micky Minus och tankemaskinen
Molly Moon, Micky Minus och Tankemaskinen (originaltitel Molly Moon, Micky Minus, & the Mind Machine) är den fjärde delen i Georgia Byngs barn- och ungdombokserie. Den kom ut 2007 och gavs ut i svensk översättning 2008.

## Handling
I denna fantasybok får man följa den unga hypnosmästaren Molly Moons äventyr. Molly får reda på att hon har en tvillingbror och reser i tiden för att hitta honom. Det visar sig att han har blivit kidnappad till framtiden an den onda prinsessan Fang som planerar att ta över världen men hjälp av tvillingbrodern som de kallar Micky Minus. Micky har samma gåva som Molly - att kunna hypnotisera. I den fjärde boken om Molly tar hon med oss, bästisen Rocky och hunden Petula på ett äventyr genom tid och rum.